# Кумис

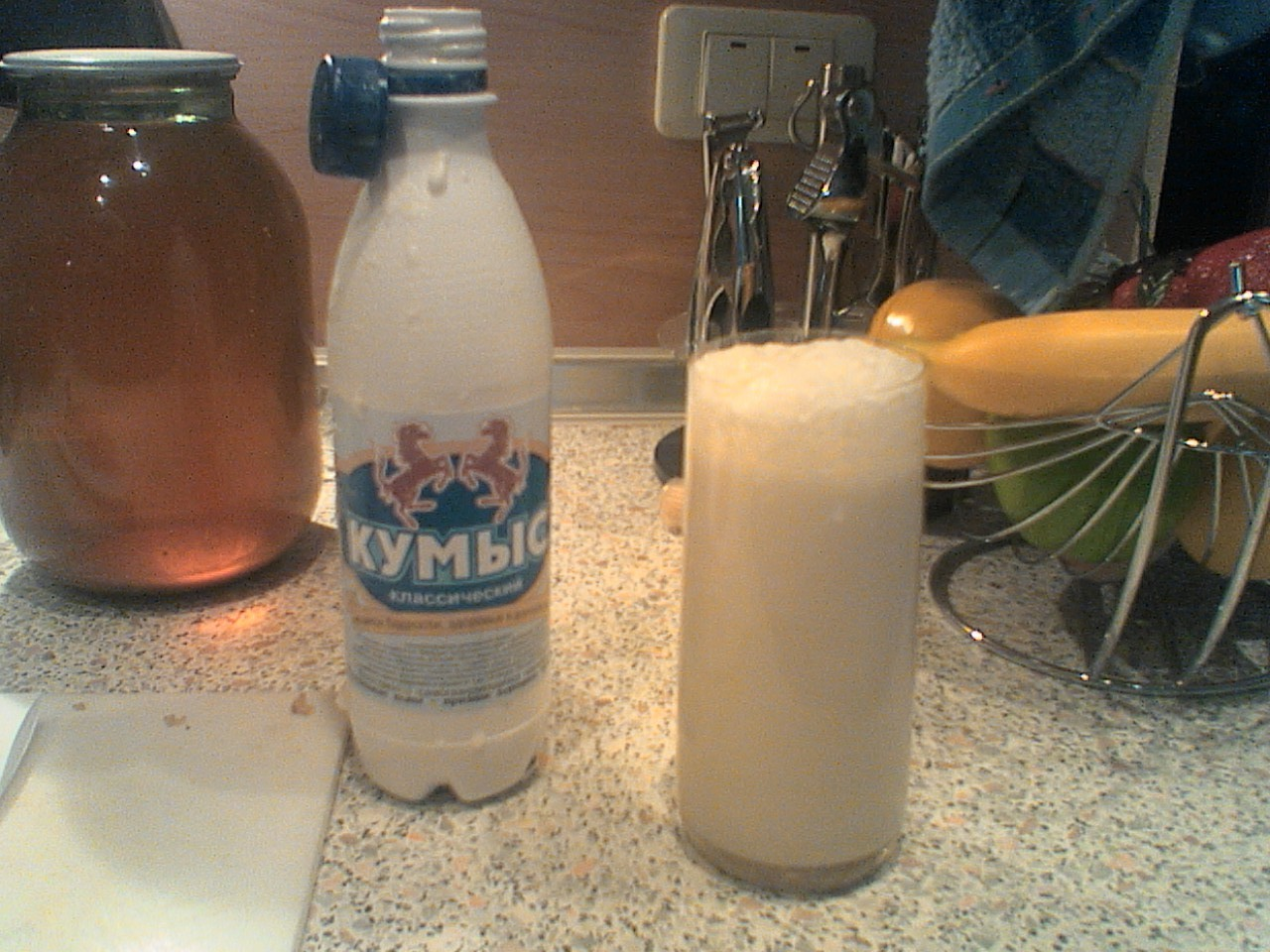
Кумис

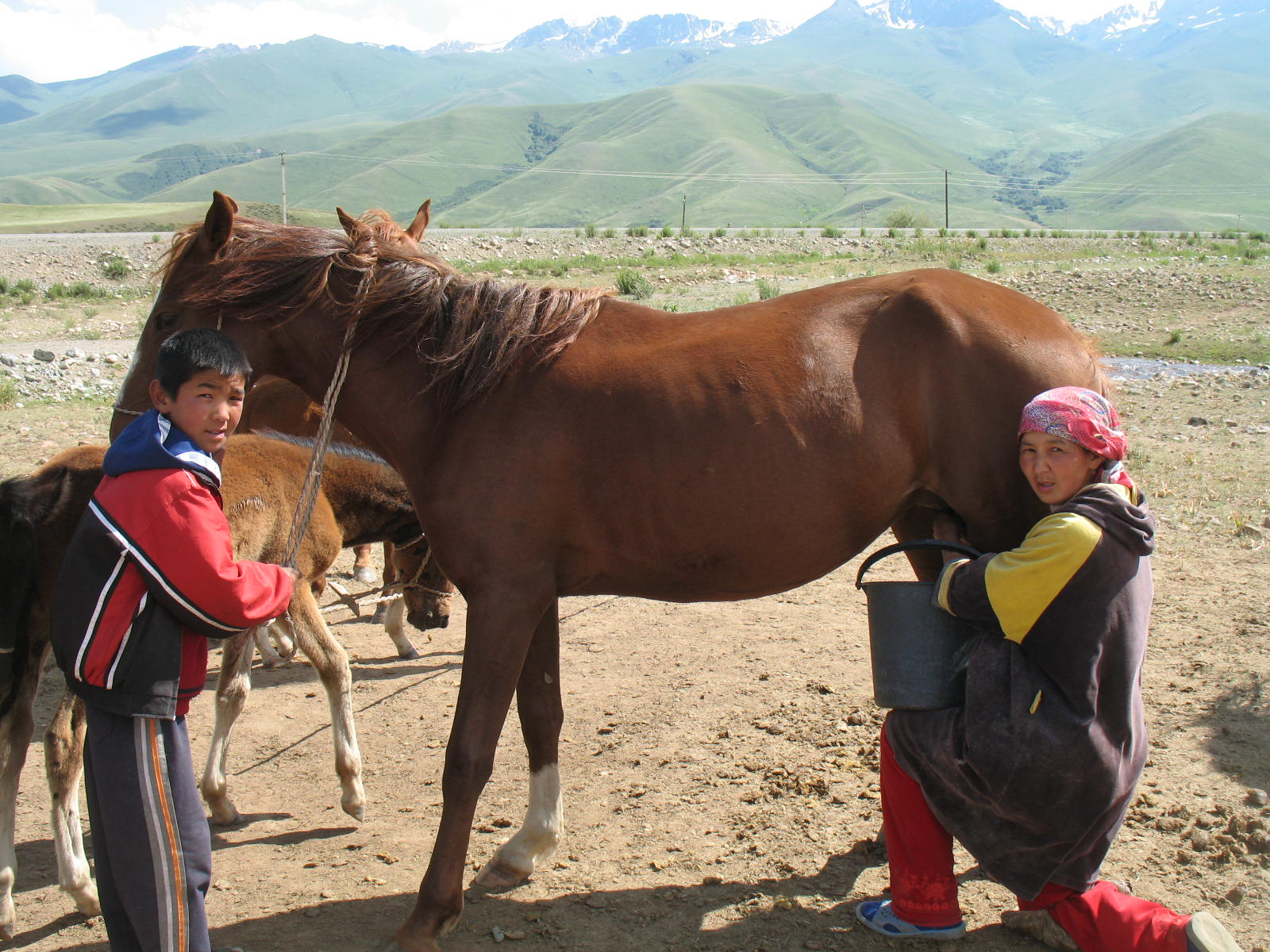
Доїння кобили

Куми́с (від тюркського, башк. ҡымыҙ, тат. qımız, каз. қымыз, кирг. кымыз, якут. кымыс, тур. kımız, узб. qimiz, монг. айраг) — кисломолочний напій із кобилячого молока, отриманий унаслідок молочнокислого і спиртового бродіння. Кумис містить етиловий спирт і оцтовий альдегід.
Має приємний освіжний кислувато-солодкий смак. Кумис із кобилячого та знежиреного коров'ячого молока — цінний харчовий продукт, який широко застосовують у медицині для лікування туберкульозу, захворювань легенів нетуберкульозної етіології, рекомендується при функціональних розладах нервової системи, захворюваннях печінки і жовчних шляхів та при інших захворюваннях. Численні дослідження підтвердили антибактеріальну дію кумису та його заквасок.
Виготовляється сквашуванням кобилячого або коров'ячого молока симбіотичною закваскою, яка містить дріжджі, болгарську та ацидофільну термофільні молочнокислі палички. В міру дозрівання, молочнокисле бродіння в кумисі припиняється, а спиртове (дріжджове) продовжується. Дріжджі знаходяться в активному стані навіть після 72 годинної витримки. Слабкий, однодобовий кумис містить до 1 % спирту, середній, дводобовий — до 1,75 %, а міцний, три-чотиридобовий — до 2,5. При зберіганні, дріжджове бродіння продовжується, а кількість спирту збільшується і може досягати 3,4 %.
Вміст дріжджів у готовому продукті наприкінці терміну придатності не менший 104 КУО (колонієутворювальних одиниць) в 1 г продукту.
Вітаміни А і В кобилячого молока повністю зберігаються в кумисі. Після молочнокислого бродіння вміст вітаміну С в кумисі збільшується. Серед продуктів тваринного походження, кумис на першому місці за вмістом вітаміну С, що значно підвищує його лікувальні властивості.
Встановлено, що лікувальні властивості кумису залежать не від складу і властивостей сировини, а від розвитку в молоці мікрофлори (бактерій і дріжджів у певному співвідношенні), унаслідок життєдіяльності якої утворюються такі цінні речовини, як: молочна кислота, спирт, вуглекислий газ, антибіотики, вітаміни.

## Історія
З історичних джерел (Гомер, Геродот) відомо, що кумис (молоко кобил) був традиційним напоєм давніх кочівників — скіфів, які заселяли терени південної України (зокрема Крим, Дніпропетровщину, Запорізьку землю) у 6 ст. до н. е. — 3 ст. н. е.

## Приготування
Для приготування кумису використовують лише кобиляче молоко. Кобилу доять з інтервалом через годину, оскільки одне доїння дає лише близько 1 літра молока. За весь день доїння збирають близько 5 літрів. При доїнні спершу підводять лоша, яке починає смоктати вим'я, інакше кобила не підпустить доярку. Потім його відводять, і далі доїть доярка.
Діжка для збивання кумису має циліндричну форму, що звужується догори, її діаметр — 20–40 см, висота близько метра. Діжку накривають кришкою з отвором, в який вставляють жердину з хрестовиною або диском на кінці. Для закваски потрібна невелика кількість кумису, в який доливають свіже кобиляче молоко. Після цього впродовж 20–40 годин, із них декілька годин поспіль, кумис потрібно регулярно збовтувати. За деякими рецептами, до кумису додають шматок засоленого кінського жиру для пом'якшення смаку і підвищення жирності. Збитий жир плаває на поверхні кумису темними крапками. Також, якщо ви хочете отримати жирний кумис, замість жиру до кумису можна додати свіжі густі вершки.
Періодично (через два-три тижні) діжку для закваски й збивання кумису ретельно промивають, змащують зсередини вершковим маслом і коптять. Для цього використовують гілки таволги, а розпалюють берестом. Якщо коптити діжку з використанням іншої деревини, це погіршить смакові якості кумису.
Кілька тисячоліть тому кумис виготовляли у шкіряних ємностях, які були зручнішими для кочівників при переїздах на нове місце.

## Зберігання та продажі
Натуральний живий кумис не належить довго зберігати. Неможливість промислового приготування, розливу і зберігання, а також складності з доїнням роблять кумис дорогим і не дуже поширеним. Останніми роками на господарствах Середньої Азії кумис розливають у пляшки та продають у торговельній мережі. Але якість, смак і корисність, при цьому поступаються свіжому домашньому кумису.
До Франції, Китаю та Німеччини кумис постачають у вигляді порошку. Жителі країн Середньої Азії насміхаються з таких бізнес-ідей. Адже справжній кумис виготовляє лише той, хто любить і вміє доглядати за кіньми. Аби кобила давала якісне молоко, вона має пити воду з гірських річок, багато рухатись і випасатися на чистих полях. Науковці погоджуються: домашній кумис містить натуральну молочну кислоту, білок, етиловий спирт, вуглекислоту й ароматичні речовини. Тому напій швидко відновлює сили після складних захворювань. А медики навіть послуговуються терміном «кумисотерапія». Кобиляче молоко сприяє лікуванню гастриту, неврастенії, туберкульозу, цинги, та серцево-судинних захворювань.